# Автошлях Т 1220
Автошля́х Т 1220 — автомобільний шлях територіального значення в Кіровоградській області. Проходить територією Кропивницького району від перетину з Т 1211 через Знам'янку до перетину з E50. Фактично являє собою об'їзд Знам'янки з півночі на схід. Загальна довжина — 4,4 км.

## Маршрут
Автошлях проходить через такі населені пункти:
| Автошлях Т 1220        |        |
| Кіровоградська область |        |
| Знам'янський район     |        |
|                        | Т 1211 |
| Знам'янка              |        |
|                        | E50    |